# Ernst Kraus
Ernst Kraus (ur. 8 czerwca 1863 w Erlangen, zm. 6 września 1941 w Walchstadt) – niemiecki śpiewak operowy, tenor.

## Życiorys
Kształcił się w Monachium u Anny Schimon-Regan oraz w Mediolanie u Cesare Galliery. W 1893 roku debiutował jako śpiewak na koncercie w Monachium, w tym samym roku wystąpił też w Mannheimie w swojej pierwszej roli operowej (Tamino w Czarodziejskim flecie). Od 1896 do 1924 roku był członkiem zespołu Staatsoper w Berlinie. Zasłynął jako czołowy tenor bohaterski w partiach z oper Richarda Wagnera, od 1899 do 1909 roku regularnie występował na festiwalu w Bayreuth. Do jego popisowych ról należały Zygryd i Zygmund w Pierścieniu Nibelunga oraz Walther von Stolzing w Śpiewakach norymberskich. W latach 1896–1899 występował z zespołem Waltera Damroscha w Nowym Jorku, w sezonie 1903/1904 śpiewał w Metropolitan Opera. W 1900, 1907 i 1910 roku występował na scenie Covent Garden Theatre w Londynie. Wystąpił w roli Heinricha w prapremierowym przedstawieniu opery Der Wald Ethel Smyth (1902), kreował też partię tytułową w niemieckiej premierze opery Dalibor Bedřicha Smetany (1904). W 1924 roku zakończył karierę sceniczną i objął posadę nauczyciela śpiewu w monachijskiej Hochschule für Musik.
Jego synem był dyrygent Richard Kraus.